# Jankes na dworze króla Artura (film 1948)
Jankes na dworze króla Artura (ang. A Connecticut Yankee in King Arthur’s Court) – amerykański komediowy film muzyczny z 1948 roku w reżyserii Taya Garnetta.

## Fabuła
Amerykanin Hank Martin (Bing Crosby) wskutek tragicznego wypadku zostaje przeniesiony na dwór legendarnego króla Artura (Cedric Hardwicke). Od razu popada w tarapaty. Pojmany przez Sir Sagramora (William Bendix) i sprowadzony przez oblicze władcy, jako ludożerca i potwór zostaje skazany na śmierć i osadzony w lochu. Jednak, gdy wszystko się wyjaśnia i zostaje oczyszczony z zarzutów, władca postanawia mianować go rycerzem. Naraża się jednak porywczemu Sir Lancelotowi (Henry Wilcoxon), któremu odbija narzeczoną.

## Obsada
- Bing Crosby jako Hank Martin/Sir Boss
- Rhonda Fleming jako Alisande la Carteloise
- Cedric Hardwicke jako król Artur
- William Bendix jako Sir Sagramore
- Murvyn Vye jako Merlin
- Virginia Field jako Morgan le Fay
- Joseph Vitale jako Sir Logris

i inni